# Hoszoda Mamoru
Hoszoda Mamoru (細田 守) (Tojama prefektúra, 1967. szeptember 19. –) japán filmrendező, forgatókönyvíró, író  és animátor.

## Életrajz
Hoszoda Mamoru 1967. szeptember 19-én született Kamiichi városában, a Tojama prefektúraban. Olajfestészetet tanult a Kanazavai Művészeti Egyetemen (金沢美術工芸大学, Kanazava Bizsucu Kógei Daigaku).
A Toei Animationnál kezdte meg pályafutását 1991-ben. A Toei Animationnél töltött évei alatt dolgozott a Dragon Ball Z (ドラゴンボール Z) anime sorozaton, a Slam Dunk (スラムダンク) sorozaton és a Sailor Moon (美少女戦士セーラームーン, Bisódzso Szensi Szérá Mún) sorozaton is. Elsőként az első két Digimon (デジモン Dedzsimon) mozifilmmel és a One Piece (ワンピース, Van Píszu) sorozat hatodik mozifilmjével került be a köztudatba a 2000-es évek elején.
2005 és 2011 között a Madhouse-nál dolgozott. 2011-ben azért hagyta ott a Madhouse-t, hogy saját animációs stúdiót alapítson, a Studio Chizut. A 2000-es évek vége felé a kritikusok által is jobban értékelt filmeken dolgozott a Madhouse Studio munkatársaként, mint Az idő fölött járó lány (時をかける少女 Toki o kakeru sódzso) 2006-ban, サマーウォーズ (Summer Wars magyar címe Nyári háborúk) 2009-ben.
A saját stúdió alapítását követően dolgozott a következő filmeken, melyek ugyancsak jó fogadtatásra leltek a közönség és kritikusok részéről is; Farkasgyermekek (おおかみこどもの雨と雪 Ookami kodomo no ame to juki) 2012-ben és A fiú és a szörnyeteg (バケモノの子 Bakemono no ko) 2015-ben. Az utolsóként említett három filmjét nem csak rendezte, hanem a teljes történetüket is ő írta, így íróként is ismert.
A Studio Ghibli őt kérte fel A vándorló palota (ハウルの動く城, Hauru no ugoku siro) rendezésére, de végül különböző nézeteltérések folytán mégsem ő rendezte a filmet.

## Munkái

### Rendezőként

#### Mozifilmek
- デジモン Dedzsimon Digimon: Digital Monsters (film, 1999)
- デジモン Dedzsimon, magyar címe: Digimon: Az igazi film (film, 2000)
- ワンピース:オマツリ男爵と秘密の島 Van Píszu: Omacuri dansaku to himicu no sima (film, 2005)
- 時空少女 時をかける少女 Toki o kakeru sódzso, magyar címe: Az idő fölött járó lány
- サマーウォーズ Summer Wars, magyar címe: Nyári háborúk (film, 2009)
- おおかみこどもの雨と雪 Ookami kodomo no ame to juki, magyar címe: Farkasgyermekek (film, 2012)
- バケモノの子 Bakemono no ko, magyar címe: A fiú és a szörnyeteg (film, 2015)
- 未来のミライ Mirai no Mirai, magyar címe: Mirai – Lány a jövőből (film, 2018)

### Egyéb munkái
- 1991-1992 : まじかる☆タルるートくん すき・すき タコ焼きっ! Mazsikaru taruru-tokun suki suki takojaki (anime sorozat)
- 1993 : 仮面ライダーSD Kamen Rider SD (Original Video Animation) - animátor
- 1993 : 遠い海から来たCOO Tói umi kara kita Coo (film) - rendezőasszisztens
- 1993 : ドラゴンボール Z Dragon Ball Z (anime sorozat) - animátor
- 1993 : ドラゴンボール Z Dragon Ball Z - a nyolcadik film
- 1994-95 : スラムダンク (Suramu danku) Slam Dunk (anime sorozat) - animátor (részek: 28, 70)
- 1994 : 幽☆遊☆白書 Yu Yu Hakusho - film (film) - animátor
- 1994 : ドラゴンボール Z Dragon Ball Z - a tizedik film
- 1995-96 : 十二戦支 爆烈エトレンジャー Zsúni Szensi Bakurecu Eto Ranger (anime sorozat) - rendező (részek: 27, 33, 37)
- 1996 : 美少女戦士セーラームーン Bisódzso Szensi Szérá Mún Sailor Moon (anime sorozat) - animátor
- 1996 : ゲゲゲの鬼太郎 Gegege no Kitaro (film) - animátor
- 1996-97 : るろうに剣心 -明治剣客浪漫譚, Ruróni Kensin: Meidzsi Kenkaku Rómantan Ruróni Kensin (anime sorozat) - rendező (8, 18, 24, 29, 40, 43)
- 1997 : 少女革命ウテナ Sodzsó kakumei Utena (anime sorozat) - forgatókönyv (részek: 7, 14, 20, 23, 29, 33, 39), animátor (részek: 7, 18, 23)
- 1997 : ゲゲゲの鬼太郎 Gegege no Kitaro (anime sorozat) - forgatókönyv (részek: 94, 105, 113)
- 1998 : 銀河鉄道 Ginga Tecudó 999 (film) - animátor
- 1998 : ひみつのアッコちゃん Himicu no Akko-csan (anime sorozat) - forgatókönyv (részek: 6, 14, 20, 30)
- 1999 : 天使になるもんっ! Tensi ni Narumon (anime sorozat) - forgatókönyv (részek: 20, 22)
- 1999 : デジモンアドベンチャー Digimon Adventure (anime sorozat) - forgatókönyv (rész: 21)
- 2002 : おジャ魔女どれみ Odzsamazsó doremi (anime sorozat) - forgatókönyv (részek: 40, 49)
- 2003 : 明日のナージャ Asita no Nadzsa (anime sorozat) - forgatókönyv (részek: 5, 12, 26)
- 2004 : ワンピース Van Píszu One Piece (anime sorozat) - forgatókönyv (rész: 199)

### Regényei
- サマーウォーズ Summer Wars (Kadokava, 2009, ISBN 9784044288228)
- おおかみこどもの雨と雪 Ookami kodomo no ame to juki (Kadokava, 2012, ISBN 9784041003237)
- バケモノの子 Bakemono no ko (Kadokava, 2015, ISBN 9784041030004)

## Fordítás
- Ez a szócikk részben vagy egészben  a   Mamoru Hosoda című angol Wikipédia-szócikk ezen változatának fordításán alapul.  Az eredeti cikk szerkesztőit annak laptörténete sorolja fel. Ez a jelzés csupán a megfogalmazás eredetét és a szerzői jogokat jelzi, nem szolgál a cikkben szereplő információk forrásmegjelöléseként.
- Ez a szócikk részben vagy egészben  a   Mamoru Hosoda című francia Wikipédia-szócikk ezen változatának fordításán alapul.  Az eredeti cikk szerkesztőit annak laptörténete sorolja fel. Ez a jelzés csupán a megfogalmazás eredetét és a szerzői jogokat jelzi, nem szolgál a cikkben szereplő információk forrásmegjelöléseként.

1. ↑  https://animeanime.jp/article/2007/02/16/1506.html
2. ↑  https://s-wars.jp/news-blog/2010/03/33.html
3. ↑  https://www.japan-academy-prize.jp/prizes/?t=36